# Gustav von Mandry

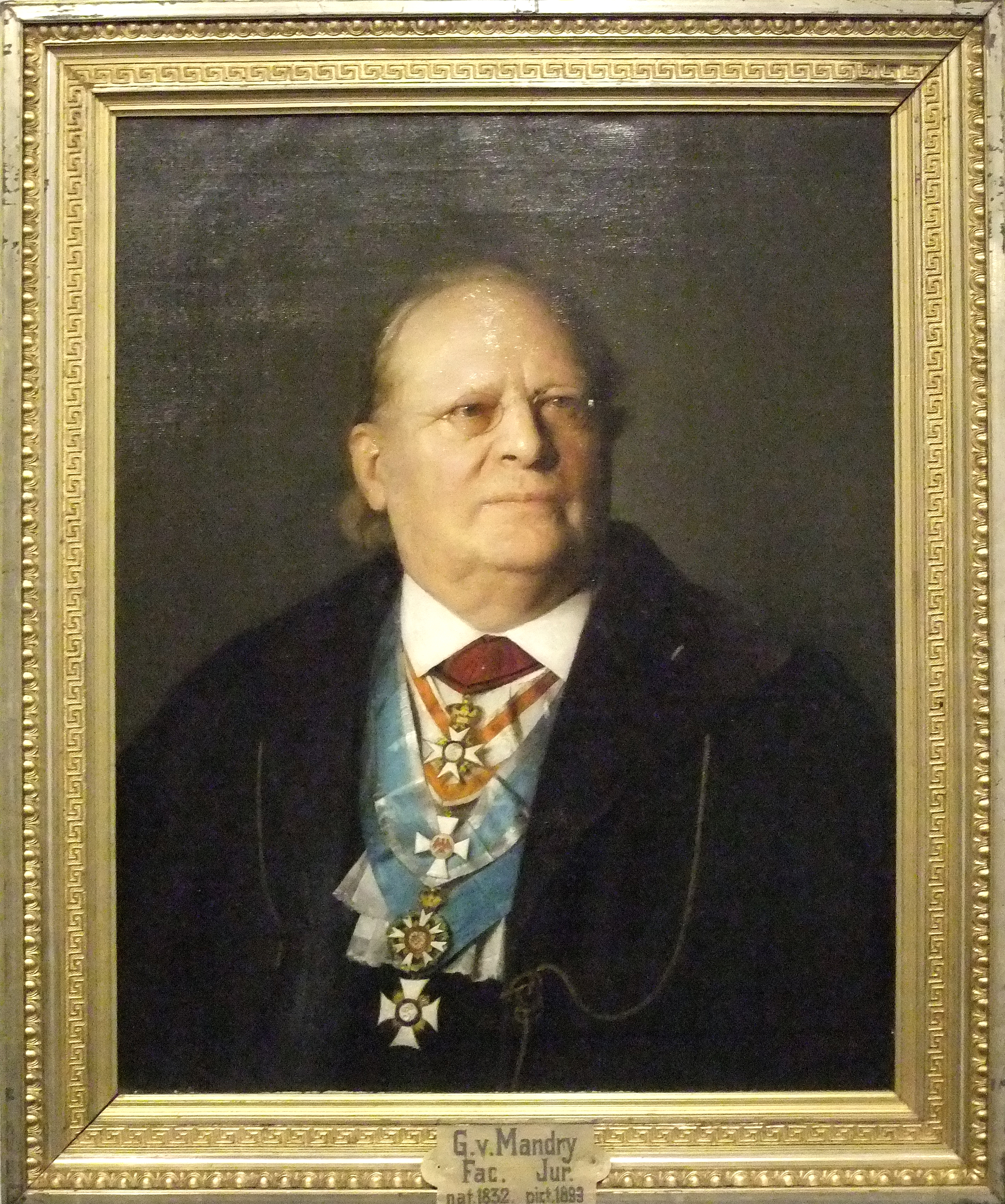
Gustav von Mandry (Bildnis von Eugen Hofmeister, 1899, in der Tübinger Professorengalerie)

Johann Gustav Karl Mandry, ab 1875 von Mandry, (* 31. Januar 1832 in Waldsee; † 30. Mai 1902 in Tübingen) war ein deutscher Jurist und Hochschullehrer in Tübingen.

## Abstammung
Gustav Mandry war der Sohn des Juristen Karl Mandry (* 1805; † 1863), welcher Domänendirektor des Oberrentamts des Fürsten von Waldburg-Wolfegg war. Der Großvater Johann Baptist Mandry entstammte einer Bauern- und Handwerkerfamilie aus Sulz im Elsass und stand als Rentbeamter ebenfalls im Dienst des Fürsten von Waldburg-Wolfegg. Gustav Mandrys Mutter Elisabeth Mandry geborene Fimpel (* 1812; † 1902) war die Tochter des Wirts Sebastian Fimpel, welcher das Gasthaus Hirsch in Waldsee betrieb.

## Leben
Nach dem Besuch der Lateinschule in Ravensburg von 1841 bis 1845 und des Gymnasiums Ehingen von 1845 bis 1849 studierte Gustav Mandry von 1849 bis 1853 Rechtswissenschaften an den Universitäten Heidelberg und Tübingen. Nach der zweiten Juristischen Staatsprüfung 1855 reiste Mandry zur Vertiefung seiner juristischen Kenntnisse nach Frankreich und Großbritannien. In den Jahren 1858 bis 1859 nahm er kurzzeitig eine Tätigkeit am Stadtgericht in Stuttgart auf. 1859 ging er an das Gericht des Donaukreises in Ulm und wurde am 15. Juli 1860 zum Oberjustizassessor ernannt. Am 5. August 1861 nahm Gustav Mandry eine ordentliche Professur für römisches Recht an der Universität Tübingen an. Seit 1867 lehrte er dort auch württembergisches Privatrecht. Bis zur Reichsgründung 1871 war Mandry ein Anhänger der großdeutschen Lösung. In den Jahren 1872 bis 1873 war er Rektor der Universität Tübingen. 1879 wurde Mandry Mitglied des Gemeinderats der Stadt Tübingen. 1884 trat er für das Königreich Württemberg in die erste Kommission zur Ausarbeitung des Bürgerlichen Gesetzbuches (BGB) ein und zog aus diesem Anlass bis 1889 mit seiner Familie in die Reichshauptstadt Berlin. Seit 1885 gehörte Mandry als Mitglied dem Staatsgerichtshof an. Von 1891 bis 1895 gehörte er auch der zweiten Kommission zur Ausarbeitung des BGB an, währenddessen er erneut in Berlin wohnte. Als hervorragender Kenner der  süddeutschen Rechtspflege konnte er den dominierenden Einfluss der norddeutschen Juristen bei der Entstehung des BGB etwas dämpfen. Als Referent der Reichsregierung für den familienrechtlichen Teil des BGB trat er sowohl im Bundesrat als auch später im Reichstag auf. Von 1896 bis 1899 führte er den Vorsitz der Kommission zur Ausarbeitung des württembergischen Ausführungsgesetzes zum BGB. Nach seiner Emeritierung am 15. Juli 1899 erhielt er am 10. Januar 1901 ein ständiges Mandat in der Ersten Kammer der Württembergischen Landstände. Er trat am 15. Januar 1901 in die Kammer ein und gehörte dort den Kommissionen für Staatsrecht, Justiz und innere Verwaltung an. Außerdem war er in der Kammer Stimmführer des Fürsten Johannes zu Hohenlohe-Bartenstein.

## Familie
Gustav Mandry war seit 1862 mit Marie Wörz (1844–1925), der Tochter des Amtsarztes in Waldsee, verheiratet. Aus der Ehe gingen drei Kinder hervor. Der erstgeborene Sohn Gustav Mandry (1863–1949) studierte Medizin und wurde Chirurg. Er war zuletzt Geheimer Sanitätsrat und Chefarzt des Städtischen Krankenhauses in Heilbronn. Der zweitgeborene Sohn Karl Mandry (1866–1926) studierte Jura und war württembergischer Justizminister sowie zuletzt Oberlandesgerichtspräsident. Die Tochter Klara heiratete den Professor Franz Hofmeister (1867–1926), welcher Leiter der chirurgischen Abteilung des Olga-Krankenhauses in Stuttgart war.

## Ehrungen, Nobilitierung
- 1865: Dr. jur. h. c. der Universität Tübingen
- 1875: Ritterkreuz 1. Klasse, später Komtur des Ordens der Württembergischen Krone, welches mit dem persönlichen Adel verbunden war
- Komtur erster Klasse des Friedrichs-Ordens
- Am 14. April 1899 wurde Mandry der Titel Staatsrat verliehen

## Werke (Auswahl)
- Das Urheberrecht an literarischen Erzeugnissen und Werken der Kunst. 1867.
- Das gemeine Familiengüterrecht mit Ausschluß des ehelichen Güterrechts. Zwei Bände. 1871 und 1876.
- Der civilrechtliche Inhalt der Reichsgesetze. 1878.
- Seit 1879 Mitherausgeber des Archivs für civilistische Praxis.
- Württembergisches Privatrecht. 1901.
- Das Grundbuchwesen in Württemberg. In: Festgabe für A. Schäffle. 1901.